# La que no podía amar
La que no podía amar (no Brasil: A Que Não Podia Amar) é uma telenovela mexicana, produzida por José Alberto Castro para a Televisa e exibida pelo Canal de las Estrellas entre 1 de agosto de 2011 e 18 de março de 2012, substituindo La fuerza del destino e sendo substituída por Amor bravío.
Essa história é baseada na radionovela La mujer que no podía amar, original de Delia Fiallo, que foi adaptada por Ximena Suárez, cujo também deu origem as telenovelas Monte calvario e Te sigo amando, produzidas respectivamente em 1986 e 1996.
A trama é protagonizada por Jorge Salinas, José Ron e Ana Brenda Contreras; antagonizada por Susana González, Julián Gil, Ana Bertha Espín, Fabián Robles, Mar Contreras e Jorge Aravena. Tem atuações estelares de Ana Martín, Osvaldo Benavides, Ingrid Martz, Alejandro Ávila e Michelle Ramaglia.

## Sinopse
Na cidade de Tuxtla Gutiérrez, no estado de Chiapas, vive Ana Paula Carmona Flores (Ana Brenda), uma jovem nobre e corajosa que está prestes a se tornar enfermeira. Ela ficou órfã quando criança, então ela e seu irmão Miguel Carmona Flores (Osvaldo Benavides) ficaram aos cuidados de sua tia, Rosaura Flores Nava (Ana Bertha Espín), uma mulher amarga, egoísta e ambiciosa, que faz chantagem emocional para ludibriar os sobrinhos, como uma forma de não ser capaz de desfrutar de sua vida como ela queria. A situação econômica da família que um dia fora bem sucedida atualmente é muito difícil, vivem em uma casa minúscula que alugaram de Máximo Pinos (Javier Ruán), um homem malicioso que tem ideia fixa de seduzir Ana Paula. Por não conseguir isso, decide se vingar colocando todos na rua, e denunciar Ana Paula por tentar matá-lo. Quando Máximo tenta abusar dela, Ana Paula corta a mão dele com uma garrafa quebrada para se defender. O jovem Bruno Rey (Julián Gil), é advogado e trabalha para o terrível Rogério Monteiro Báez (Jorge Salinas), o proprietário da "Fazenda do Forte" localizada na cidade de São Gabriel. Rogério ficou paraplégico por causa de um acidente, e sua noiva, Vanessa Galvão Vila-Senhor (Mar Contreras) o abandona no hospital ao descobrir de sua condição, Rogério então tornou-se um homem cruel, amargo e metódico.
Bruno oferece trabalho para Ana Paula como enfermeira de Rogério. Ela aceita sem hesitação, para tentar salvar sua família da ruína. Ana Paula vai para a fazenda, mas fica horrorizada ao conhecer o caráter de Rogério, e se resigna a trabalhar para um homem com caráter tão ruim, e em um lugar que parece frio e inóspito. Além de Rogério, vivem na casa de sua irmã Cynthia Monteiro Báez (Susana González), que se sente obrigada a cuidar de seu irmão. Ele se recusa a dar a parte da herança que ela tem de direito, isto como uma forma de reter ela ao seu lado. Também moram ali Elias Rios (Fabián Robles), um peão que ama Cynthia, mas ela só o usa quando está entediada, Consuelo Herrera (Michelle Ramaglia) uma jovem que tem um amor inocente e sincero de Elias, e Maria Gomes (Ana Martín), a madrinha de Consuelo, uma mulher altruísta e generosa, que trata Rogério e Cynthia como se fossem seus próprios filhos. Além disso, tem Marquinho (Bernardo Flores), uma criança que Maria protege.
Entre idas e vindas de seu trabalho, Ana Paula conhece Gustavo Durán (José Ron), um jovem engenheiro, honesto e trabalhador, que vive com sua irmã Mercedes Durán (Anaís), também enfermeira. Entre Ana Paula e ele surge um amor que desperta um perigoso conflito. Devido a um trágico acidente que Miguel provoca, ele se machuca e provavelmente pode ir para a prisão. Rogério propõe a Ana Paula para que ajude seu irmão a não ir para a cadeia, e, em troca, ela tem que se casar com ele. Desesperada, Ana Paula aceita depois que Bruno e sua tia Rosaura a fazem acreditar que Gustavo está morto. Rogério se mostra diferente do que ela acreditava, muda aos poucos sua forma de agir e faz todo o possível para conquistar Ana Paula, Gustavo então aparece na fazenda como namorado de Cynthia, levando a grandes conflitos. A partir daí, a história começa a ganhar novos rumos, como Rogério que passa a se redimir de suas maldades, a descoberta de que Ana Paula e Vanessa são meia-irmãs ou até mesmo a origem de Marquinho, além de Ana ficar divida pelo amor que sente do dono da Fazenda do Forte ou Gustavo, entre outros acontecimentos.

## Elenco
| Intérprete                  | Personagem                                                          |
| --------------------------- | ------------------------------------------------------------------- |
| Ana Brenda Contreras        | Ana Paula Carmona Flores / Ana Paula Carmona Flores de Monteiro     |
| Jorge Salinas               | Rogério Monteiro Baéz                                               |
| José Ron                    | Gustavo Durán                                                       |
| Susana González             | Cynthia Monteiro / Cynthia Monteiro de Durán                        |
| Julián Gil                  | Bruno Rey                                                           |
| Ana Martín                  | Maria Gomes                                                         |
| Mar Contreras               | Vanessa Galvão Vila-Senhor de Oliveira / Vanessa Galvão Vila-Senhor |
| Osvaldo Benavides           | Miguel Carmona Flores                                               |
| Ana Bertha Espín            | Rosaura Flores Nava de Carmona                                      |
| Ingrid Martz                | Daniela "Dany"                                                      |
| Fabián Robles               | Elias Rios                                                          |
| Jorge Aravena               | David Romo                                                          |
| Marco Méndez                | Estevão Oliveira                                                    |
| Paty Díaz                   | Márcia de Hernández                                                 |
| Germán Gutiérrez            | Ulisses Hernández                                                   |
| Alejandro Ávila             | Dr. Ernesto Côrtes                                                  |
| Uriel del Toro              | Hugo Dueñas                                                         |
| Michelle Ramaglia           | Consuelo Herrera                                                    |
| Anaís                       | Mercedes Durán                                                      |
| Juan Bernardo Flores        | Marco / Marco Monteiro / Marco Monteiro Carmona "Marquinho"         |
| Ignacio López Tarso         | Firmino Gutiérrez                                                   |
| Tania Lizardo               | Mariana Hernández                                                   |
| Humberto Elizondo           | Frederico Galvão                                                    |
| Elizabeth Dupeyrón          | Elsa Vila-Senhor de Galvão                                          |
| Rigoberto Carmona           | Comandante                                                          |
| Polly                       | Helena                                                              |
| Elena Torres                | Rosa                                                                |
| Arturo Paulet               | Marcelo                                                             |
| Marcos Montero              | Simão                                                               |
| Enrique Montaño             | Edgar                                                               |
| Marco Sánchez               | Rodrigo                                                             |
| Jorge Abraham               | "El Tuerto"                                                         |
| Raul Magaña                 | Frederico Galvão (Jovem)                                            |
| Adanely Núñez               | Carmen de Gutiérrez                                                 |
| Daniela Garcia              | Melina Gutiérrez                                                    |
| Javier Ruán                 | Máximo Piños                                                        |
| Mario del Río               | João                                                                |
| Yolanda Ventura             | Glória de Côrtes                                                    |
| Maria Luísa Rubino          | Marcela de Córtes                                                   |
| Alisa Veléz                 | Mariana Flores                                                      |
| Ricardo Mendoza "El Coyote" | Engenheiro                                                          |
| Martín Brek                 | Engenheiro                                                          |
| Albert Chávez               | Peão                                                                |
| Antonio Fortier             | Pablo                                                               |
| Mario Sauret                | Dr. Omar Horta                                                      |
| Zaneta Seilerova            | Hilda                                                               |
| Roger Cudney                | Mr. Williams                                                        |
| Myrrha Saavedra             | Sra. de Durán                                                       |
| Aurora Clavel               | Dona Milena                                                         |
| Javier Villareal            | Gonçalves                                                           |
| Marina Marín                | Irma                                                                |
| Eduardo Liñán               | Ivan Monteiro                                                       |
| Georgina Domínguez          | Manuela                                                             |
| Martín Palomares            | Prisioneiro                                                         |
| Iván Cortes                 | Prisioneiro                                                         |
| Luis Cadena                 | Prisioneiro                                                         |
| Erick de la Vega            | Prisioneiro                                                         |
| Francisco Archer            | Vendedor da Farmácia                                                |

## Produção
As gravações da telenovela foram iniciadas em junho de 2011 e se estenderam durante nove meses. Foram feitas filmagens no estado de Chiapas, mais precisamente na cidade de Tuxtla Gutiérrez, nos municípios de Comitán de Domínguez, San Cristóbal de las Casas, Boca del Cielo e nas praias de Puerto Arista. O ator Jorge Salinas teve que abandonar as gravações de 12–14 horas diárias durante um período e ficou internado durante três semanas em estado grave de saúde para tratar pneumonia e embolia pulmonar. Com esta novela, Ana Brenda Contreras criou uma conta no Twitter. Contreras afirmou que sua indicação ao Prêmio TVyNovelas foi graças a pedidos dos seus seguidores. O tema de abertura, "Corre" de Jesse e Joy foi adaptado para a língua portuguesa como "Eu Só Queria Te Amar", para a telessérie turca Mil e Uma Noites, que foi transmitida na Band em 2015 no formato telenovela.

## Exibição

### México
Foi reprisada pelo seu canal original de 9 de dezembro de 2019 a 20 de março de 2020, substituindo Amores verdaderos e sendo substituída por Destilando amor, em 75 capítulos, às 15h30.

### Brasil
Foi exibida pelo SBT de 8 de abril a 12 de novembro de 2019, em 157 capítulos, substituindo a reprise de Teresa e sendo substituída pela reprise de Meu Coração é Teu ás 17h.

## Audiência

### No México
A trama estreou com 17.2 pontos de média. Sua menor audiência é de 14.6 pontos, alcançada no dia 15 de setembro de 2011. O último capítulo bateu recorde de audiência com 24.4 pontos de média. Terminou com uma média de 19.6 pontos, um sucesso para o horário.

### No Brasil
A trama estreou com média de 7 pontos. Ficando em terceiro lugar, atrás da Globo, que exibia a reprise de Cordel Encantado (21), e da RecordTV, com o Cidade Alerta (10,7).  O segundo capítulo marcou média de 7,5 pontos. O terceiro capítulo registrou 6,7 pontos. Em 23 de abril, registrou 7,6 pontos, seu primeiro recorde, sendo impulsionada pelo último capítulo de Teresa.  Em 3 de maio, registrou 5,9 pontos. Nos dias 29 e 30 de maio, registrou 7,9 pontos.
No dia 12 de agosto, teve recorde negativo marcando 5,3 pontos, sua pior audiência. Em 6 de setembro, bateu recorde marcando 8,3 pontos. Em 5 de novembro, em plena reta final registrou 8,4 pontos, assumindo a vice-liderança isolada. Em 6 de novembro, registra 9 pontos e mais uma vez conquista a vice-liderança.
A novela vinha obtendo um bom desempenho no horário, oscilando entre os 6 e 7 pontos de média chegando a picos de 8 em determinados momentos, recuperando o público perdido das novelas da tarde, além de superar as médias de Que Pobres Tão Ricos e da reprise de Teresa, no caso sua antecessora. A partir da reta final, a novela passou a assumir frequentemente a vice-liderança nos primeiros minutos, chegando a conquistar a mesma em capítulos importantes, além de manter os bons índices do começo, fazendo com que o SBT volte a brigar pelo segundo lugar nas tardes de segunda a sexta, chegando a encostar no Cidade Alerta em várias ocasiões.
O último capítulo registrou 8,2 pontos com picos de 9, chegando a vice-liderança em alguns minutos. Terminou com média geral de 7 pontos, sendo um sucesso.

## Versões
- La mujer que no podía amar, radionovela original de Delia Fiallo.
- Monte calvario, telenovela adaptada de Carlos Romero, produzida por Valentín Pimstein para Televisa em 1986, protagonizada por Edith González e Arturo Peniche, antagonizada por Úrsula Prats e José Alonso.
- Te sigo amando, telenovela adaptada de René Muñoz, produzida por Carla Estrada para Televisa em 1996, protagonizada por Claudia Ramírez e Luis José Santander, antagonizada por Olivia Collins e Sergio Goyri.
- Amanecer, outra versão do texto original de Delia Fiallo em adaptação livre, produzida pela Televisa e exibida desde 07 de julho de 2025. Juan Osorio ficou a cargo da produção; é protagonizada por Fernando Colunga e Livia Brito.

## Prêmios e Indicações

### Prêmios TVyNovelas 2012[30]
| Categoria                    | Nomeado                                 | Resultado |
| ---------------------------- | --------------------------------------- | --------- |
| Melhor telenovela            | José Alberto Castro                     | Indicado  |
| Melhor atriz protagonista    | Ana Brenda Contreras                    | Indicado  |
| Melhor ator protagonista     | Jorge Salinas                           | Venceu    |
| Melhor primeira atriz        | Ana Bertha Espín                        | Indicado  |
| Melhor ator co-estrelar      | José Ron                                | Venceu    |
| Melhor tema musical          | "Te dejaré de amar" por Reyli           | Indicado  |
| Melhor história ou adaptação | Ximena Suárez Julián Aguilar Janely Lee | Indicado  |

### Prêmios People em Espanhol 2012
| Categoria               | Nomeado                              | Resultado |
| ----------------------- | ------------------------------------ | --------- |
| Melhor telenovela       | José Alberto Castro                  | Venceu    |
| Melhor atriz            | Ana Brenda Contreras                 | Indicado  |
| Melhor ator             | Jorge Salinas                        | Indicado  |
| Melhor atriz secundária | Susana González                      | Venceu    |
| Melhor ator secundário  | José Ron                             | Indicado  |
| Melhor vilã             | Ana Bertha Espín                     | Indicado  |
| Melhor vilão            | Julián Gil                           | Indicado  |
| Casal do ano            | Ana Brenda Contreras e Jorge Salinas | Venceu    |

### Premios Juventud[31]
| Categoria                     | Nomeado              | Resultado |
| ----------------------------- | -------------------- | --------- |
| ¡Chica que me quita el sueño! | Ana Brenda Contreras | Venceu    |
| ¡Esta buenísimo!              | Jorge Salinas        | Indicado  |
| ¡Esta buenísimo!              | José Ron             | Indicado  |

### Premios Oye 2013[32]
| Categoria                                                             | Nomeado     | Resultado |
| --------------------------------------------------------------------- | ----------- | --------- |
| Melhor Tema de Telenovela, Série, Obra de Teatro ou Filme em Espanhol | Reyli Barba | Indicado  |